# Hohentauern
Hohentauern ist eine Gemeinde mit 372 Einwohnern (Stand 1. Jänner 2025) und ein Dorf im Bezirk Murtal in der Steiermark.

## Geografie
Hohentauern liegt am Triebener-Tauern-Pass in den Rottenmanner Tauern. Der Ort Hohentauern liegt in 1274 m Seehöhe. Höchste Erhebung ist der westlich gelegene Große Bösenstein (2448 m), östlich liegen die Gamskögel (2386 m). Als einzige Gemeinde des Bezirks Murtal entwässert Hohentauern mit dem Triebenbach und seinen linken Nebenbächen Tauernbach und Sunkbach zur Enns.

### Gemeindegliederung
Das Gemeindegebiet umfasst zwei Ortschaften (Einwohner Stand 1. Jänner 2025):
- Hohentauern (Hauptort, 307)
- Triebental (65)

Die Gemeinde besteht aus der einzigen Katastralgemeinde (Hohentauern), ebenso nur einem Zählsprengel.
Das zuständige Bezirksgericht ist in Judenburg.

### Nachbargemeinden
| Rottenmann (Bez. Liezen) | Trieben (Bez. Liezen)                       | Gaishorn am See (Bez. Liezen)     |
|                          | Kompassrose, die auf Nachbargemeinden zeigt | Wald am Schoberpass (Bez. Leoben) |
| Pölstal                  |                                             | Gaal                              |

## Geschichte

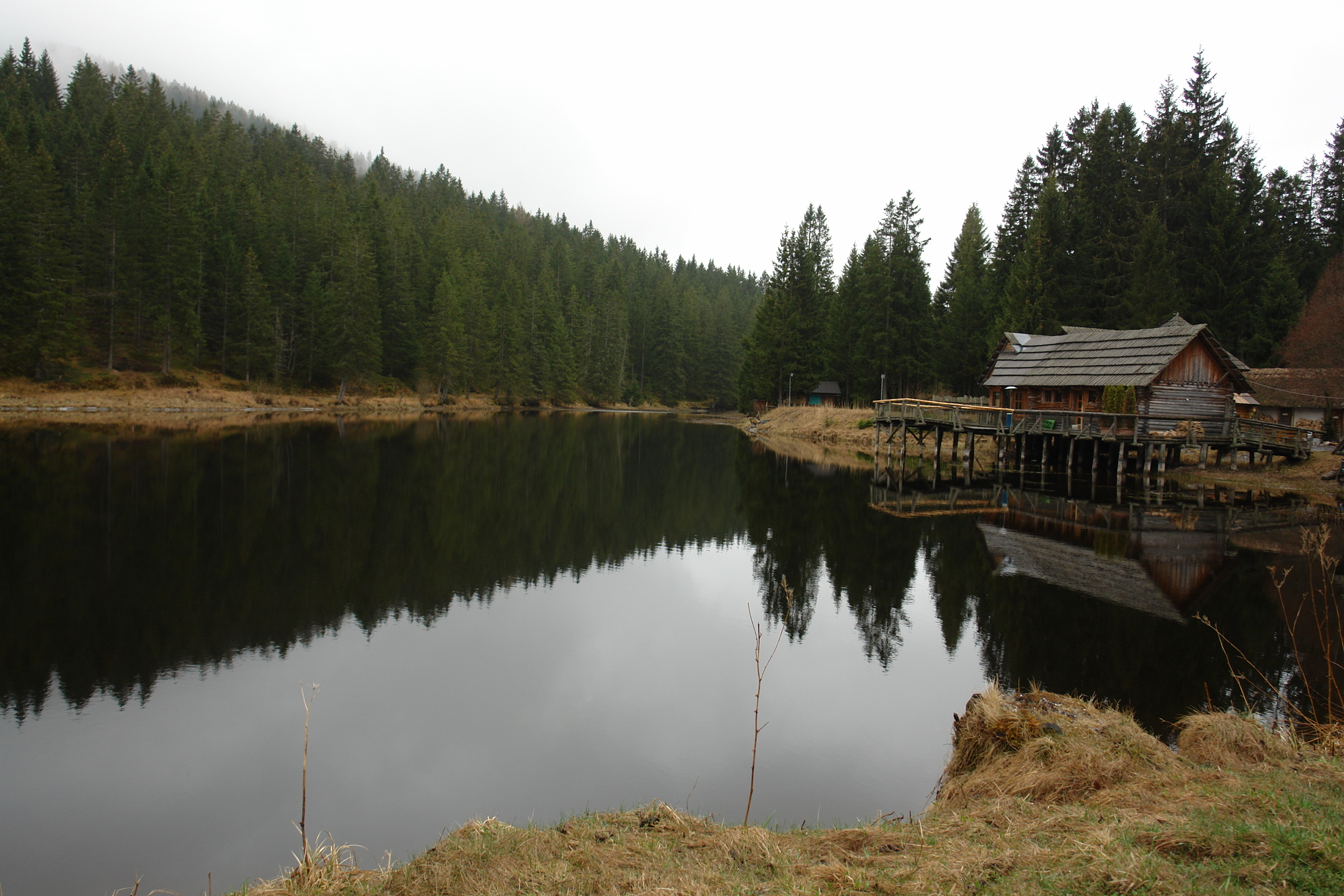
Rekonstruiertes keltisches Dorf im Naturerlebnispark Keltenberg

Hier verlief die wichtige Römerstraße Virunum – Ovilava (Zollfeld – Wels), Teil der Via Norica von Aquilea (nahe Venedig) in das Ufernorikum (Donauraum). Auch die Poststation Tartursanis, die in der Tabula Peutingeriana genannt ist, wird meist mit dem „hohen“ Tauern identifiziert, ihre Lage ist unbekannt.
Ab dem 14. Jahrhundert entstand der Ort Hohentauern um Kirche und Tauernwirt, Haltpunkt der Säumer, der bis in das 19. Jahrhundert nur ein kleiner Kirchweiler war. Am Ende des 19. Jahrhunderts sorgte der Magnesit- und der Graphit-Bergbau im Ortsteil Bergbau (Sunk), mit Weiterverarbeitung im Magnesitwerk Trieben, für einen Aufschwung. 1991 wurde er aber wegen billigerer Konkurrenz aus anderen Ländern eingestellt. 2013 wurde der Magnesitabbau probeweise wieder aufgenommen.
Die Pfarre Hohentauern, vorher Filiale von St. Lorenzen im Paltental, entstand 1892.
Die politische Gemeinde Hohentauern wurde 1849/50 errichtet. Bei der Gemeindestrukturreform in der Steiermark 2013–2015 war sie eine der Wenigen, die nicht zu einer Großgemeinde vereinigt wurden, und ist seither die kleinste Gemeinde der Steiermark.

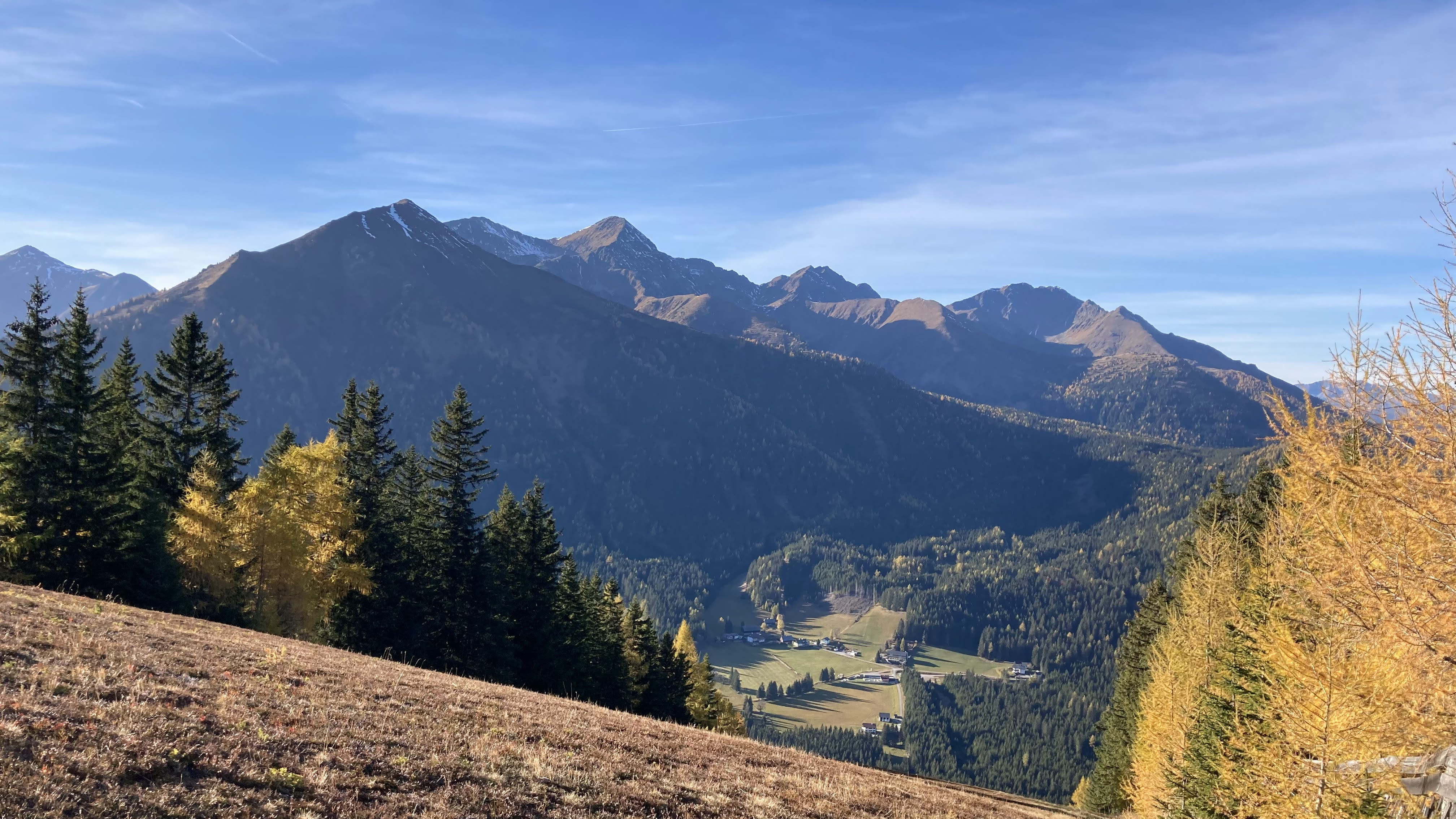
Bergpanorama im Herbst 2021 von der Skipiste Moscher Richtung Hengst und Großer Bösenstein

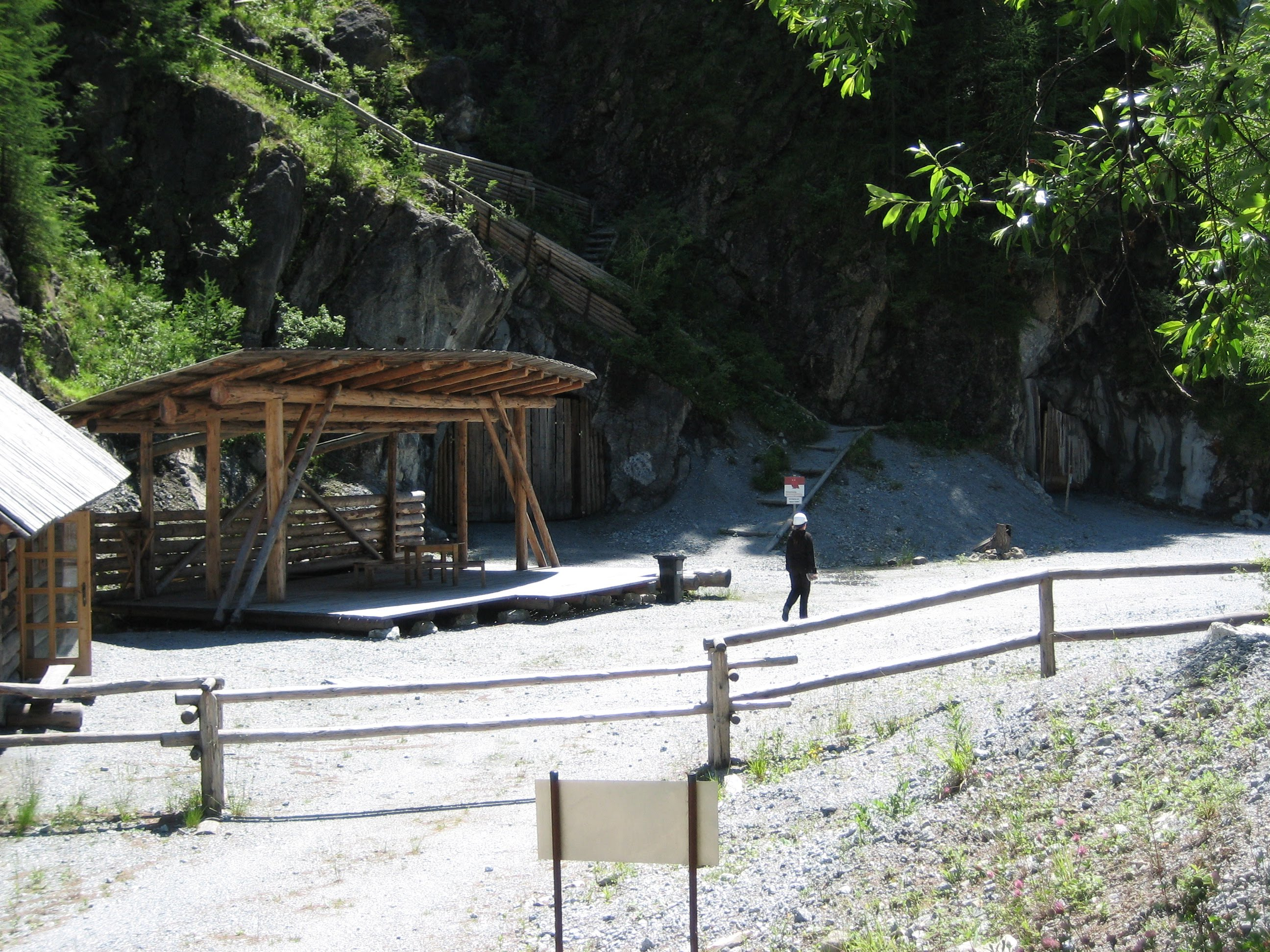
Alter Magnesitbergbau in Hohentauern

## Kultur und Sehenswürdigkeiten

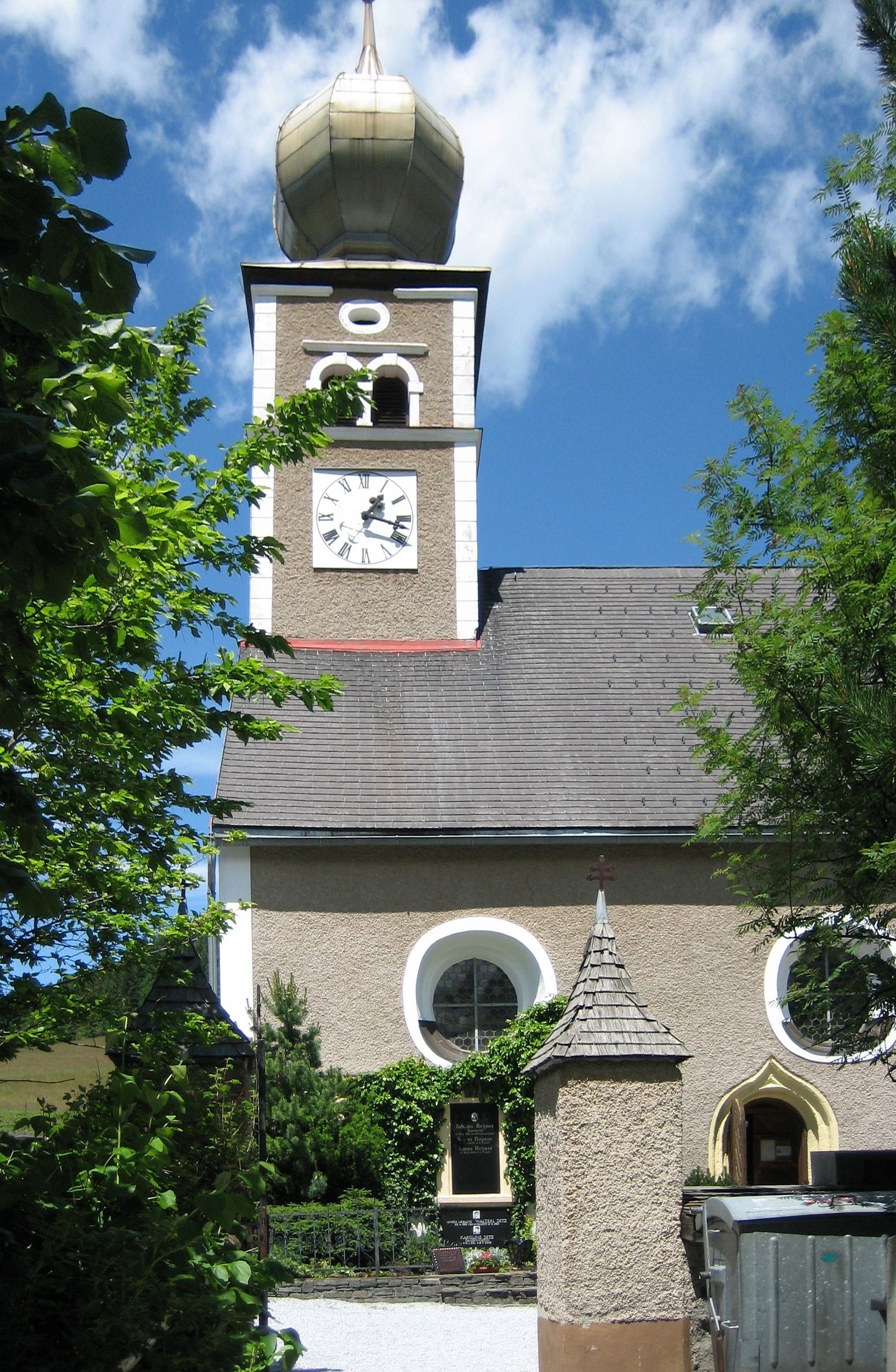
Pfarrkirche Hohentauern

### Bauwerke
- Katholische Pfarrkirche Hohentauern hl. Bartholomäus
- Die Bergbaustube: Montanmuseum im Gemeindehaus Hohentauern.[6]
- Pfahlbaudorf Hohentauern am Weberteich: Keltenberg, Naturerlebnispark, der die Bedeutung des Altweges dokumentiert.[7]

### Vereine
Neben der Knappenkapelle Hohentauern gibt es 20 weitere Vereine und Ortsgruppen.

## Wirtschaft und Tourismus
- Wintertourismus: Das Schigebiet Hohentauern mit drei Schlepp- und einem Tellerlift liegt am Wirtsgupf.[8] Es beginnt im Ort und bei der Feriensiedlung Moscher. Weiters stehen gepflegte Langlaufloipen, Skitouren, Schneeschuhwandern und andere Angebote zur Verfügung
- Sommertourismus: Rund um Hohentauern finden sich einige bewirtschaftete Hütten und Almen. Der geschlossene Magnesitbergbau kann teilweise besichtigt werden. In den Seen kann gefischt oder gebadet werden. Für Mountainbiker stehen verschiedene Wege zur Verfügung[9]
- Durch Hohentauern führt der Zentralalpenweg, bezeichnet als österreichischer Weitwanderweg 02.
- Laut Arbeitsstättenzählung 2001 gab es 32 Arbeitsstätten mit 96 Beschäftigten in der Gemeinde sowie 148 Auspendler und 30 Einpendler. Es gab 25 land- und forstwirtschaftliche Betriebe (davon 8 im Haupterwerb), die zusammen 2.300 ha bewirtschafteten (1999).
- 2021 wurde die höchste Abenteuer-Minigolfanlage der Welt in Hohentauern eröffnet.[10]

### Unterkünfte
Mehrere Hotels bieten Unterkünfte.
In Hohentauern gibt es eine Vielzahl von Chalets. Die größten Bereiche sind das Almdorf Hohentauern und das Feriendorf Hohentauern.

### Verkehr
Die Verkehrserschließung erfolgt über die Triebener Straße B 114, eine wichtige Straßenverbindung über den Triebener Tauern vom Mur- ins Ennstal.

### Bildung
In Hohentauern gibt es einen Kindergarten.

## Politik

### Gemeinderat
Der Gemeinderat hat 9 Mitglieder.
| Partei                           | 2020    | 2020  | 2020    | 2015 | 2015  | 2015 | 2010 | 2010  | 2010 |
| Partei                           | Stimmen | %     | Mandate | St.  | %     | M.   | St.  | %     | M.   |
| -------------------------------- | ------- | ----- | ------- | ---- | ----- | ---- | ---- | ----- | ---- |
| SPÖ                              | 150     | 49,34 | 5       | 167  | 58,19 | 5    | 159  | 55,02 |      |
| Liste Moscher....für Hohentauern | 84      | 27,63 | 2       |      |       |      |      |       |      |
| ÖVP                              | 70      | 23,03 | 2       | 120  | 41,81 | 4    | 80   | 27,68 |      |
| FPÖ                              |         |       |         |      |       |      | 23   | 7,96  |      |
| BZÖ                              |         |       |         |      |       |      | 10   | 3,46  |      |
| KPÖ                              |         |       |         |      |       |      | 9    | 3,11  |      |
| GRÜNE                            |         |       |         |      |       |      | 4    | 1,38  |      |
| CPÖ                              |         |       |         |      |       |      | 3    | 1,04  |      |
| PUMA                             |         |       |         |      |       |      | 1    | 0,35  |      |

### Bürgermeister
- bis 2007 Isolde Leitner (SPÖ)
- 2008–2020 Heinz Wilding (SPÖ)[18][19]
- seit 2020 Gernot Jetz (SPÖ)[18]

### Wappen
|                                                                                       | Blasonierung: „In goldenem Schild oben ein unten eingebogener schwarzer dreispitziger Berg mit erhöhter Mittelspitze, darunter parallel abgesetzt ein schwarzer Faden; aus dem rechten unteren Schildrand ragend ein schwarz bekleideter linker Unterarm, ein Schindermesser mit schwarzem Griff und goldener Klinge haltend, deren Spitze in den Mittelteil des Dreiberges ragt, die Klinge begleitet durch zwei gestürzte konturierte Fichtenzapfen.“ |
| Das Wappen wurde der Gemeinde mit Wirkung ab 1. Jänner 2015 verliehen (LGBl. 1/2015). | |

## Persönlichkeiten

### Ehrenbürger der Gemeinde
- 1960: Ludwig Leitner (Bürgermeister von Hohentauern 1949–1960)
- 1964: Hannes Bammer (Landesrat)
- 1983: Hans Gross (Landeshauptmann-Stellvertreter)
- 1993: Abt Benedikt Schlömicher (Abt des Benediktinerstiftes Admont)
- 1996: P. Blasius Kneuper (Pfarrer von Hohentauern 1963–2002)